# Agonoscelis
Genre
Agonoscelis est un genre d'insectes hétéroptères (punaises) de la famille des Pentatomidae. Il comprend 22 espèces mais n'a pas été révisé dernièrement.

## Espèces
- Agonoscelis rutila (Fabricius, 1776) (Australie)
- Agonoscelis puberula Stål, 1853
- Agonoscelis versicolor (Fabricius, 1794) (Afrique)